# Aesch (Lucerna)
Aesch (toponimo tedesco) è un comune svizzero di 1 350 abitanti del Canton Lucerna, nel distretto di Hochdorf.

## Geografia fisica
Aesch sorge sulle rive del lago di Hallwil.

## Storia
La località di Oberaesch fu aggregata ad Aesch nel 1807.

### Simboli
Il leone rampante è ripreso dal blasone dei signori di Aesch e Hochdorf che avevano il dominio sul paese in epoca medievale. Il trifoglio è il simbolo del distretto di Hochdorf a cui appartiene il comune.

## Monumenti e luoghi d'interesse
- Chiesa parrocchiale cattolica di Santa Lucia (già di San Giovanni Battista), attestata dal 1232 e ricostruita nel 1791-1797[3].

## Società

### Evoluzione demografica
L'evoluzione demografica è riportata nella seguente tabella:
Abitanti censiti

## Economia
L'economia locale si pasa prevalentemente sui settori primario e secondario.